# Alternativpädagogik
Alternativpädagogik ist kein einheitlich wissenschaftlich gebrauchter Begriff. Es ist eine Sammelbezeichnung für Pädagogik außerhalb des Mainstreams der Pädagogik bzw. der Erziehungswissenschaften.
Der Bedeutungsumfang geht von den Konzepten der Reformpädagogik (Freinet, Montessori, Steiner u. a.) über Illich (Entschulung, Deschooling) und Braunmühl (Antipädagogik) bis zu Mischformen (zum Beispiel Aktive Schule) – um nur einige zu nennen.
Schulen die nach diesen Ansätzen arbeiten nennen sich „Alternativschule“ oder „Freie-Alternative Schule“ oder „Freie Schule“ oder „Demokratische Schule“.

## Entwicklungen im 20. Jahrhundert
Vorläufer der Alternativpädagogik war die Reformpädagogik, die sich im ersten Drittel des 20. Jahrhunderts aus der Kritik an der 'Pauk- und Drillschule' entwickelte. Einig war man sich in der Reformpädagogik hauptsächlich in der Ablehnung der alten Schule und der alten Erziehung und in dem Grundsatz, Schule und Lernen an den Erfahrungen der Kinder (vom Kinde her) auszurichten und nicht mehr an Unterrichtsstoffen oder organisatorischen Gesichtspunkten. Nach dem Zweiten Weltkrieg wurde vor allem die Waldorfpädagogik und die Montessori-Pädagogik fortgeführt. Erst mit den 68ern, der APO, rückte die Alternativpädagogik durch den Bucherfolg A.S. Neills: Die antiautoritäre Erziehung ins Bewusstsein.
Da die Gründung von privaten Schulen neben dem offiziellen, staatlichen Schulen vom Grundgesetz garantiert ist, konnten – je nach Bundesland unterschiedlich – Alternativschulen aus privaten Initiativen gegründet werden. Die Genehmigungspraxis der Schulbehörden wird jedoch sehr restriktiv gehandhabt – das zeigen die Gründungsakten vieler Schulen. Typisch ist der Fall der Freien Schule Frankfurt, der erst ein Gutachten von Hartmut von Hentig („Wie frei sind freie Schulen“) in der Auseinandersetzung vor dem Hessischen Staatsgerichtshof zum Durchbruch verhalf.
Alternativ zur Alternativpädagogik ist der Ansatz des unter anderem von Hans Brügelmann und Falko Peschel propagierten Offenen Unterrichts in der Regelschule. Im Gegensatz zur Regelschule gibt es keinen Lehrplan und keine Vorgaben durch den Lehrer. Ausschlaggebend für das Geschehen im Unterricht sind allein die individuellen Lernvorhaben der Kinder.

## Alternativen in der Regelpädagogik
- Gesamtschule (Schule ohne Auslese)
- Kollegschulen (berufliche und allgemeine Bildung)
- Laborschule Bielefeld
- Glockseeschule